# Robots in Disguise
Robots in Disguise е английска електронна/електро пънк/електроклаш група от Ливърпул, Великобритания, създадена през 2000 г. и базирана в Лондон и Берлин.
Дий Плъм (Dee Plume) и Сю Деним (Sue Denim) са единствените членове на групата към 2008 г., като за участията си включват множество инструменталисти, като с най-редовно присъствие е барабанистка със сценичното име Ан Дроид (Ann Droid). Те са както вокалисти на групата, така и основните стоящи зад създаването на музиката си.

## Дискография

### Албуми
Robots in Disguise (2001)
1. Boys – 5:06
2. Postcards from... – 4:06
3. DIY – 5:55
4. Bed Scenes – 3:51
5. Argument – 6:00
6. Hi-Fi – 3:20
7. Mnemonic – 3:47
8. Transformer – 4:10
9. 50 Minutes – 4:21
10. What Junior Band Did Next – 4:18
11. Cycle Song – 3:51

Get RID! (2005)
1. Girl – 3:18
2. She's a Colour Scientist – 2:56
3. Hot Gossip – 3:51
4. The DJ's Got a Gun – 5:45
5. Voodoo – 3:38
6. You Really Got Me (Ray Davies) – 2:28
7. Turn It Up – 3:54
8. Mirror rorriM – 3:40
9. La Nuit – 4:03

We're in the Music Biz (2008)
1. We're In the Music Biz – 3:36
2. Can't Stop Getting Wasted – 2:31
3. The Sex Has Made Me Stupid – 3:10
4. Animals – 2:47
5. The Tears – 3:35
6. I Don't Have a God – 3:58
7. I Live In Berlin – 3:47
8. I'm Hit – 3:38
9. Everybody's Going Crazy – 3:12
10. Don't Copy Me – 3:30

### Сингли
- Boys, 2002
- Turn It Up, 2006
- The DJ's Got a Gun, 2006
- The Sex Has Made Me Stupid, 2007

### Видео клипове
- Argument YouTube
- Girl YouTube
- The Dj's Got a Gun YouTube
- Turn It Up YouTube
- La Nuit YouTube
- We're In the Music Biz YouTube
- The Sex Has Made Me Stupid YouTube